# Jules Dumont
Pour les articles homonymes, voir Jules Dumont (homonymie) et Dumont.
Ne doit pas être confondu avec Jules Dumont d'Urville.

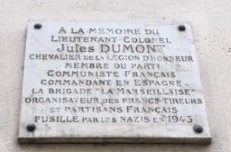
Plaque commémorative Jules Dumont au 6-8 rue Louis-Ganne.

Jules Dumont, né le 1er janvier 1888 à Roubaix et mort fusillé le 15 juin 1943 au Mont-Valérien, est un militant communiste et résistant actif pendant la Seconde Guerre mondiale.

## Biographie
Jules Joseph Dumont naît le 1er janvier 1888 à Roubaix. Fils d'ouvrier du textile, il exerce la profession de cordonnier comme son grand-père.
Il accomplit son service militaire dans les zouaves en Algérie et au Maroc de 1909 à 1911 et retourne à la vie civile avec le grade de sergent. Mobilisé au sein du 84e régiment d'infanterie en août 1914, il est promu sous-lieutenant de réserve à titre temporaire en mai 1915. Il sert à l'armée d'Orient d'octobre 1915 à octobre 1919. Il fait partie des passagers du vapeur auxiliaire Ville de Rouen lorsque ce navire est torpillé par le sous-marin allemand UB 45 le 18 juillet 1916 au large du Cap Ténare. Nommé lieutenant à titre temporaire en août 1917, il sert ensuite dans les tirailleurs. Devenu capitaine à titre temporaire en septembre 1918, Jules Dumont est démobilisé en novembre 1919 avec le grade de lieutenant à titre définitif. Titulaire de la Médaille commémorative du Maroc, il est aussi décoré de la Croix de guerre et de la Légion d’honneur. Il est promu capitaine de réserve en 1927.
Établi au Maroc depuis 1920, il vient en aide aux personnes nécessiteuses et aux petits colons. Accusé de propagande anticolonialiste, il est arrêté et condamné le 15 janvier 1935 à trois mois de prison par le tribunal militaire permanent de  Meknès « pour attaques visant les droits et les pouvoirs de la République française dans l'Empire chérifien, introduction et distribution de journaux interdits dans la zone française de l'Empire chérifien ». Ces incriminations sanctionnent son militantisme communiste et la distribution de journaux interdits : L’Orient arabe et l’Humanité. Il est aussitôt expulsé en métropole. Devenu également indésirable sous l'uniforme, il est  révoqué de son grade d'officier par décret du 9 décembre 1935 et radié de toute affectation dans la réserve.
À l'automne 1935, il est envoyé comme conseiller militaire par l’Internationale communiste en Éthiopie pour aider à contrer l'offensive fasciste de Mussolini.
En juillet 1936, Jules Dumont est volontaire pour organiser l’instruction des combattants des Brigades internationales. Il constitue la centurie « Paris », et commande avec le grade de colonel le bataillon Commune de Paris de la Ire Brigade internationale  puis le bataillon La Marseillaise de la XIVe Brigade. Mais, s'entendant mal avec le Soviétique Walter, il est mis à l'écart.
Revenu en France, il participe à la résistance communiste. En 1940, il est très brièvement directeur gérant de Ce soir, journal légal communiste, no 1, 8 juillet 1940, dont la sortie n'avait pas été autorisée par la censure allemande. Le « colonel Paul » participe à la fondation de l'Organisation spéciale. Il est un des commissaires politiques du premier comité militaire national des FTP. À l'origine du déraillement de train d’Épinay en juillet 1941 et de plusieurs autres actions, il est nommé chef militaire de la région Nord-Pas-de-Calais-Aisne-Ardennes, au début de l’année 1942.
Arrêté par la police allemande le 4 novembre 1942 à Wasquehal, torturé, il est fusillé au fort du Mont-Valérien le 15 juin 1943.

## Reconnaissance
La mention « Mort pour la France » lui est attribuée par le Ministère des Anciens Combattants le 14 octobre 1946.
Une plaque commémorative à son nom est apposée 6-8 rue Louis-Ganne (20e arrondissement de Paris).